# منطقه تفریحی باس ریور
منطقه تفریحی باس ریور (به انگلیسی: Bass River Recreation Area) یک منطقهٔ مسکونی در ایالات متحده آمریکا است که در میشیگان واقع شده‌است.